# Туниска кампања
Туниска кампања (такође знана као битка за Тунис) био је низ борби у Тунису током рата у Северној Африци у Другом светском рату, између снага Осовине и савезничких снага. Савезници су се састојали од снага Британске Империје, укључујући пољске и грчке контингенте, са америчким и француским корпусом. 
Борба је почела са почетним успехом немачких и италијанских снага, али су велики напори за пресецање њиховог снабдевања довели до одлучног пораза Осовине. Преко 230.000 немачких и италијанских трупа је заробљено, укључујући и већину Корпуса Африка.

## Позадина

### Западна пустиња
Прве две године рата у северној Африци карактерише хронични недостатак снабдевања и проблеми са транспортом. Северноафричка обала има неколико природних лука и британска база у Александрији на делти Нила била је око 2.100 km путем од главне италијанске луке у Триполију у Либији. Мања пристаништа у Бенгазију и Тобруку била су 1.050 km и 640 km западно од Александрије на друму Litoranea Balbo (Via Balbia) који је ишао дуж уског коридора дуж обале. Контролу централног Медитерана оспоравале су британска и италијанска морнарица, које су, приближно равноправне, вршиле узајамно ограничење снабдевања кроз Александрију, Триполи, Бенгази и Тобрук, иако су Британци могли снабдевати Египат дугим путем кроз Атлантик око Рта добре наде и Индијски океан у Црвено море.
Хронична потешкоћа у снабдевању војних снага у пустињи довела је до неколико неодлучних победа обе стране и дугих неуспелих напредовања дуж обале. Италијанска инвазија Египта 10. армијом 1940. године, напредовала је 97 km у Египат, преко 1.600 km управој линији од Триполија, 600 km од Бенгазија и 320 km из Тобрука. Западнопустињска војска (ВДФ) водила је акцију одлагања док се повлачила назад на Мерса Матрух, затим је започела операцију Компас, препад и контранапад у Либију. Десета армија је уништена и ВДФ је окупирао Ел Агајло, око 970 km од Александрије. Са доласком немачког Африка Корпуса, контранапад Осовине у операцији Сунцокрет, у априлу 1941. године достигао је границу својих капацитета снабдевања на египатској граници, али није успео да поврати Тобрук.
У новембру 1941. британска Осма армија се опоравила, помогнута кратком линијом снабдевања од Александрије до линије фронта и покренула је операцију Крсташ, ослобађајући Тобрук опсаде и поново је стигла до Ел Агајле. Осма армија је убрзо потиснута у Газалу западно од Тобрука и у бици код Газале у мају 1942. године, Осовина их потискује уназад до Ел Аламејна, само 160 km од Александрије. Године 1942. Краљевска морнарица и италијанска морнарица још увек су се бориле за Медитеран, али британско држање на Малти дозволило је РАФ-у да потопи више италијанских транспортних бродова. Велике количине залиха постале су доступне Британцима из Сједињених Држава, а ситуација снабдевања Осме армије је на крају решена. Пошто Осма армија више није била ограничена, Осовина је потиснута на запад из Египта након Друге битке код Ел Аламеина у новембру 1942. године.

### Операција Бакља
У јулу 1942. године савезници су разговарали о релативно малим амфибијским операцијама на копну на северу Француске током 1942. године (операција Маљ, која је била претеча Операције Окупљање, главног искрцавања 1943. године), али су се сложили да су ове операције непрактичне и да треба да буду одложене. Уместо тога, договорено је да ће бити изведена искрцавања како би се осигурале територије Вишија у Северној Африци (Мароко, Алжир и Тунис), а потом се пробити на исток да би дохватили са леђа снаге Осовине у Западној пустињи. Савезничка окупација целе северноафричке обале отвориће Медитеран за савезнички транспорт, ослобађајући велике снаге потребне за заштиту залиха дуж обилазне руте око Рта Добре Наде. Дана 8. новембра, операција Бакља је искрцала савезничке снаге у Алжиру (у Орану и Алжиру) и Мароку (у Казабланки) с намером да када снаге Вишија у Алжиру капитулирају, крену у напредовање ка Тунису око 800 km на исток.

## Увод

### Савезнички планови
Због близине Туниса Сицилији, савезници су очекивали да ће га Силе Осовине окупирати чим сазнају за Операцију Бакља. Да би се ово спречило, било би неопходно заузети Тунис што је брже могуће након искрцавања. Међутим, постојало је ограничење колико далеко на истоку може да се искрца операција Бакља због близине аеродрома Осовине на Сицилији и Сардинији, који су крајем октобра имали 298 немачких и 574 италијанских авиона. Алжир је према томе изабран за најисточније искрцавање. То би осигурало успех иницијалног искрцавања, упркос неизвесности о томе како би реаговале надлежне француске снаге. Када Алжир буде осигуран, мали одред, Источна борбена група, биће послата што брже у Тунис, у трци за окупацију Туниса, на удаљености од око 800 km далеко, дуж лоших путева, на тешком терену током зимске кишне сезоне, пре него што би снаге Осовине могле да се организују.
Међутим, планери су морали да претпоставе најгори случај у погледу обима Вишијевске опозиције у Алжиру, а конвоји за инвазију били су натоварени углавном пешадијом у очекивању јаког отпора на копну. То је значило нужно одлагање искрцавања моторизованих снага у Алжиру за напредовање у Тунис. Планови су стога били компромис, а Савезници су схватили да је покушај да се до Бизерте и Туниса дође пре него што се снаге Осовине утврде, представљао ризик који је зависио од способности морнарице и ваздухопловства да ометају појачања Осовине. Савезници, иако су се обезбедили за могућност снажног отпора Вишија њиховом искрцавању, како у смислу пешадијских, тако и ваздушних снага, озбиљно су потценили одлучност Осовине и брзину интервенције у Тунису.
Када су операције започеле и упркос јасним извештајима обавештајних служби о реакцији Осовине, савезници су споро реаговали и тек скоро две недеље након искрцавања, направљени су планови за ваздушно и поморско пресецање транспорта Осовине у Тунис. Крајем новембра, поморски Одред К формиран је на Малти са три крстарице и четири разарача, а Одред Q формиран је у Бони са три крстарице и два разарача. Ниједан брод Осовине на путу за Тунис није потопљен у новембру, али савезничка морнарица имала је одређени успех почетком децембра, када је потопила седам транспорта Осовине. Међутим, ово је било прекасно да би се одразило на борбе на копну, јер су оклопни елементи 10. Панцер дивизије већ стигли. Да би се супротставили поморској претњи, конвоји Осовине су кренули по дану, када су могли да буду заштићени из ваздуха. Ноћни конвоји настављени су након продужења минских поља Осовине, која су озбиљно ограничила активности Одреда К и Одреда Q.

### Тунис
Тунис је правоугаоног облика, са северним и већим делом источне границе на медитеранској обали. Већина западне границе са Алжирком прати источну страну планине Атлас, која се протеже од атлантске обале Марока, 1900 km на исток до Туниса. Овај део границе се лако брани на малом броју пролаза кроз две линије планина од севера према југу. На југу, друга линија нижих планина ограничава приступ на узан пролаз, окренут према Либији на истоку, између брда Матмата и обале. Француска је раније изградила 20 km широку и 30 km дубоку серију одбрамбених радова познату под називом Марет линија дуж равнице, за одбрану од италијанске инвазије из Либије.
Само на северу био је терен повољан за напад; овде се Атласке планине завршавају близу источне обале, остављајући велики део на северозападној обали незаштићеним. Одбрамбене линије на северу могле су да дочекају долазеће снаге, док је Маретова линија учинила југ сигурним. Између њих, било је само неколико лако одбрањивих пролаза кроз планине Атлас. Тунис има два велике, дубоке луке у Тунису и Бизерти, само неколико стотина километара од италијанских база за снабдевање на Сицилији. Бродови су могли испоручивати снабдевање ноћу, сигурно од патрола РАФ-а и вратили се следеће ноћи, док је Либија била целодневно путовање, чинећи операције снабдевања подложним зрачним нападима по дану. По мишљењу Хитлера, Тунис би се могао држати неограничено, ометајући савезничке планове у Европи.

## Трка за Тунис
До 10. новембра, француски отпор искрцавању Операције Бакља је престао, створивши војни вакуум у Тунису. Британска Прва армија (генерал Кенет Андерсон) је одмах добила наређење да пошаље 36. пешадијску бригаду, која је била плутајућа резерва за искрцавање у Алжиру, на исток морским путем да заузме алжирске луке Буги, Филипвил и Боне, и аеродром Ђеђели, пре напредовања у Тунис. Савезнички генералштаб одлучио је да са расположивим снагама операција Бакља неће укључивати искрцавање близу Туниса. Андерсон је морао брзо да пребаци своју малу војску на исток, пре него што би Осовина могла да ојача Тунис, али су савезници имали само две пешадијске бригаде (36. и 11.) из британске 78. пешадијске дивизије (генерал-мајор Вивијен Евели), један оклопни одред величине пука из британске 6. оклопне дивизије (Blade Force) и нешто додатне артиљерије за напад.
Француски гувернер у Тунису, Адмирал Естева, плашио се да подржи савезнике или да се супротстави Осовини. Није затворио аеродром ниједној страни; Немци су стигли први, и до 9. новембра било је извештаја о 40 немачких авиона који су долазили у Тунис, а до 10. новембра извиђање из зрака пријавило је 100 авиона. Два дана касније, почео је ваздушни саобраћај који је превезао 15.000 људи и 581 тона залиха, а бродови су довезли 176 тенкова, 131 топова, 1.152 возила и 13.000 тона залиха. До краја месеца, стигле су три немачке дивизије, укључујући и 10. оклопну дивизију, и две италијанске пешадијске дивизије. Валтер Неринг примио је команду новоствореног немачког 90. корпуса 12. новембра и стигао је 17. новембра. Француски војни командант у Тунису, генерал Баре, пребацио је трупе у западне планине Туниса и формирао одбрамбену линију из Теберсука кроз Међез ел Баб.
Два друма водила су источно у Тунис из Алжира. План савезника био је да напредују дуж оба друма и заузму Бизерту и Тунис. Дана 11. новембра, британска 36. пешадијска бригада је пристала без отпора у Бугију, али недостатак залиха је одложио долазак у Ђеђели до 13. новембра. Аеродром Боне је био окупиран искакањем 3. батаљона падобранца, а затим је 12. новембра 6. чета командоса заузела луку. Претходница 36. пешадијске бригаде је 15. новембра стигла у Тебарку, а у Ђебел Абиод 18. новембра, где су срели снаге Осовине. Даље на југ, 15. новембра, амерички падобрански батаљон је неометано искочио у Јукс-ле-Баину, заузео је аеродром и кренуо на аеродром у Гафси 17. новембра.
Дана 19. новембра немачки командант, Валтер Неринг, затражио је пролазак за своје снаге преко моста у Међезу, а Баре је одбио. Немци су напали два пута и били одбијени, али је одбрамбени успех Француза био скуп и без оклопних возила и артиљерије, били су принуђени да повуку. Иако су неке француске јединице, као што је Бареова, прешле на страну Савезника, положај Вишијевих снага је остао неизвесан до 22. новембра, када је Северноафрички споразум ставио је француску Северну Африку на савезничку страну, што је допустило снагама савезничких гарнизона да крену напред на фронт. До овог тренутка, снаге Осовине су успеле да формирају корпус, и биле су бројније од Савезника у сваком погледу.
Две савезничке бригаде су напредовале према Џебел Абиоду и Беји. "Луфтвафе", сретан што има локалну надмоћ у ваздуху, док су авиони Савезника морали да лете из релативно удаљених база у Алжиру, узнемиравали су их целим путем. 17. новембра, истог дана када је стигао Неринг, водећи елементи британске 36. бригаде на северном друму сукобили су се са комбинованим немачким одредом од 17 тенкова и 400 падобранаца са самоходном артиљеријом у Џебел Абиоду. Немачки падобранци, Луфтвафе и италијанска артиљеријска подршка из 1. планинске пешадијске дивизије "Superga" зауставили су британско напредовање, иако су Британци уништили 11 тенкова, и борба код Џебел Абиода трајала је девет дана. Тенкови италијанске 50. бригаде 22. новембра су присилили америчке падобранце да напусте Гафсу. Две савезничке колоне концентрисане су на Џебел Абиод и Беју, припремајући се за напад 24. новембра. Британска 36. бригада је требало да напредује од Џебел Абиода према Матеру, а 11. бригада да се крене долином реке Мерјерде да заузме Мајаз ал Баб (приказан на картама савезника као Међез ел Баб или само Међез), а потом до Тебурба, Џедеида и Туниса.  Blade Force , оклопна пуковска група имала је да удари ван друма на мање путеве у простору између две пешадијске бригаде према Сиди Нсиру и изврши бочне нападе на Тербурб и Џедеиду.
Напад на северу није се догодио, јер је бујна киша успорила прикупљање. На југу 11. бригада је заустављена отпором у Међезу. Blade Force је прошао кроз Сиди Нсир да би стигао до пролаза Човигви, северно од Тербурбе, део Blade Force инфилтрирао се иза линија Осовине до ново активиране ваздушне базе у Џедеиди у поподневним сатима и уништио више од 20 авиона Осовине, али без пешадијске подршке, повукао се у Човигви. Напад Blade Force је изненадио Неринга и одлучио је да се повуче из Међеза и ојача Џедеиду, само 30 km од Туниса. Одложени напад британске 36. бригаде започео је 26. новембра, али су пали у заседу и водећи батаљон је изгубио 149 људи. Даљи напади били су одбијени од паметно планираних блокаде одбране. Додатно искрцавање командоса 14 mi (23 km) западно од Бизерте 30. новембра у покушају да се заобиђе положај Јефна није успело, а јединица се вратила у 36. бригаду до 3. децембра. Тај положај је остао у немачким рукама до последњих дана борбе у Тунису следећег пролећа.
Ујутро 26. новембра, када су се Немци повукли, 11. бригада је могла ући у Међез без отпора и до ноћи је заузела положаје у Тебоурби и околини, коју су Немци напустили, припремајући се за напредовање на Џедеиду. Међутим, 27. новембра су Немци нападали пуном снагом и покушај 11. бригаде да поново преузме иницијативу у раним сатима 28. новембра, нападајући према аеродрому Џедеида уз помоћ америчких тенкова, је пропао. Дана 29. новембра, борбена команда Б, 1. америчке оклопне дивизије, се сконцентрисала за напад у садејству са Blade Force, планиран за 2. децембар. Они су били спречени контранападом Осовине, коју је предводио генерал-мајор Волфганг Фишер, чија је 10. оклопна дивизија управо стигла у Тунис.До вечери 2. децембра, Blade Force је повучен, остављајући 11. бригаду и борбену команду Б да се бране од напада Осовине. Напад је претио да ће пресећи 11. бригаду и пробити се у позадину Савезника, али очајничке борбе током четири дана одложиле су напредовање Осовине и дозволиле контролисано повлачење на узвишице на обе стране реке западно од Тербоурбе.
Савезничке снаге су на почетку повукле отприлике 6 mi (9,7 km) на високе положаје брда Лонгстеп (Џебел ел Ахмера) и Боу Аовказа са обе стране реке, али је забринутост због рањивости на обилазне (бочне) нападе довела до даљег повлачења на запад, тако да су до вечери 10. децембра, Савезничке јединице држале одбрамбену линију источно од Међез ел Баб. Овде су почели да прикупљају снаге за још један напад и били су спремни до краја децембра 1942. Споро прикупљање снага довела је савезничку војску до укупно 54.000 британских, 73.800 америчких и 7.000 француских војника. Хитан обавештајни извештај приказао је око 125.000 борбених и 70.000 помоћних трупа, углавном италијанских, испред њих. Главни савезнички напад почео је поподне 22. децембра. Упркос киши и недовољној ваздушној подршци, почело је напредовање уз доње падине 270 м високог брда Лонгстоп, које је контролисало речни коридор од Међеза до Тебурбе и одатле до Туниса. После три дана борбе на терену, са мало муниције и снагама Осовине које су држале суседне узвишице, положај на брду Лонгстоп је постао неодржив и савезници су били присиљени да се повуку у Међез, а до 26. децембра 1942. савезници су се повукли на линију са које су кренули две недеље раније, након што је претрпели 20.743 губитака.

### Последице

#### Политика Француза
Док су се борбе окончале, фракционизам између Француза поново је избио. Дана 24. децембра, Франсоа Дарлан је убијен и Анри Жиро наследио га је као високи комесар. На огорчење Слободних Француза, влада Сједињених Америчких Држава показала је знатну спремност да се договори са Дарланом и Вишијевцима. Сходно томе, Дарланова смрт је представљала прилику за уједињење Француза у Северној Африци и Слободне Француске Шарла де Гола. Де Гол и Жиро су се састали крајем јануара, али је постигнут мали напредак у помирењу њихових разлика или странака које су представљали.Тек јуна 1943. године формиран је Француски комитет за национално ослобођење (ФКНО) под заједничким председништвом Жироа и Де Гола, када је Де Гол брзо засенио Жироа, који отворено није волео политичку одговорност и од тада се са мање или више воље покоравао вођи Слободне Француске.

#### Промене у команди
Неринг, кога је већина сматрала одличним командантом, непрестано је љутио своје надређене отвореним критикама и био је "замењен" када је команда преименована у 5. оклопну армију и генерал-пуковник Ханс-Јурген фон Арним стигао у Тунис ненајављен 8. децембра, да преузме команду. Војска се састојала од композитне пешадијске дивизије фон Брок/фон Мантојфел]] у области Бизерте, 10. оклопне дивизије у центру испред Туниса и 1. планинске пешадијске дивизије "Суперга" на јужном крилу, али је Хитлер рекао Арниму да ће војска порасти на три механизоване и три моторизоване дивизије. Савезници су покушали да спрече да се снаге Осовине ојачају, користећи знатне ваздушне и поморске снаге, али су Тунис и Бизерта били само 120 ми од пристаништа и аеродрома западне Сицилије, 180 ми од Палерма и 300 ми од Напуља, чинећи веома тешким пресретање конвоја Осовине који су имали користи од значајне заштите из ваздуха. Од средине новембра 1942. до јануара 1943. године у Тунис је стигло 243.000 људи и 856.000 тона залиха и опреме.
Генерал Ајзенхауер је пребацио нове јединице из Марока и Алжира на исток у Тунис. На северу, британска Прва армија у наредна три месеца добила је још три британске дивизије: 1., 4. и 46. пешадијску дивизију, које су се придружиле 6. оклопној и 78. пешадијској дивизији. Крајем марта штаб британског 9. корпуса (Генерал-пуковник Џон Крокер) стигао је да се придружи британском 5. корпусу (генерал-потпуковник Чарлс Алфри) у командовању ојачаном војском. На њиховом десном крилу основан је дводивизијски француски 19. корпус (генерал Алфонс Јуин).
На југу је био II корпус (САД) (генерал-мајор Лојд Фредендал), који се састојао од 1. пешадијске дивизије и 34. пешадијске дивизије, и 1. оклопне дивизије (САД) (иако је 34. дивизија придружена Британцима 9. корпуса на северу). Жиро је одбио да стави француски 19. корпус под команду британске Прве армије, тако да су заједно са II америчким корпусом остали под командом Главног штаба савезничких војски. Нова истурена узлетишта за авионе су изграђена ради побољшања ваздушне подршке. Американци су такође започели базе у Алжиру и Тунису, како би формирали велику истурену базу у Макнасију, на источној ивици планина Атлас, добро позиционирану за одсецање немачке "Оклопне армије" на југу, од Туниса и немачке Пете оклопне армије на северу.

## Касерински пролаз

### Увод
Током прве половине јануара, Андерсон је са мешовитим резултатима држао константан притисак кроз ограничене нападе и извиђање у снази. Арним је исто урадио и 18. јануара, покренуо је "Unternehmen Eilbote I" (операција Курир 1). Елементи немачке 10. оклопне и 334. пешадијске дивизије напали су из Понт ду Фахса како би створили више простора испред дивизије "Суперга" и одложили савезнички напад источно ка обали код Енфидавила, који би пресекао комуникацију са Ромелом. Напад на запад према десном крилу британског 5. корпуса у Боу Аради имао је мало успеха, али је даље на југу напад Осовине на француске положаје око Западног и Источног Дорсала успео, напредујући 56 km јужно до Оуселтија и 40 km југозападно до Робаје. Лоше опремљени браниоци су се добро опирали, али су били прегажени и седам француских пешадијских батаљона одсечено је у планинама. Андерсон је послао 36. бригаду у Робају и затражио од генерала Фредендала да пошаље борбену команду Б из 1. оклопне дивизије у Оуселти, под команду генерала Јуина. Жестоке борбе трајале су до 23. јануара, али се фронт стабилизовао.

Очигледан недостатак координације савезника навео је Ајзенхауера да промени командну структуру, а 21. јануара Андерсон је постао одговоран за координацију целог фронта и 24. јануара, његове одговорности су проширене тако да укључују "располагање америчким трупама ". Те ноћи Јуин је ступио под команду Андерсона, коју је потврдио генерал Жиро следећег дана, али са јединицама раширеним преко 320 km и слабом комуникацијом (Андерсон се током четири дана возио преко 1.600 km да би разговарао са командантима корпуса) остали су практични проблеми. Ајзенхауер је именовао команданта за ваздушну подршку, бригадног генерала Лоренса Кутера, за цео фронт 21. јануара.
Ервин Ромел је направио планове да се снаге Осовине повуку преко Либије и да се укопају испред старих француских утврђења линије Марет. Снаге Осовине би контролисале два природна улаза у Тунис на северу и југу, са лако одбрањивим планинским пролазима између њих. У јануару су ти делови немачко-италијанске Оклопне армије на одбрани Марета преименовани у Прву италијанску армију (генерал Ђовани Месе), одвојени од јединица (укључујући остатке Африка Корпуса) насупрот Западног Дорзала. Дана 23. јануара 1943. године, Осма армијаа је заузела Триполи, док је војска Осовине која се повлачила кроз Либију већ била на путу ка позицији Марета. Део 2. корпуса САД прешао је у Тунис кроз пролазе на планинама Атлас из Алжира, контролишући унутрашњост троугла који су формирале планине. Њихов положај подстакао је могућност продора источно према Сфаксу на обали, како би од Арнимових снага на северу око Туниса одсекли Прву италијанску армију у Марету. Ромел није могао то да дозволи и направио је план за противнапад.

### Битка код Сиди Боу Зида
Дана 30. јануара 1943. немачка 21. оклопна и три италијанске дивизије из 5. оклопне армије сукобиле су се са елементима француских снага близу Фаида, главног пролаза из источног крака планина у приобалне равнице. Фредендал није одговорио на захтев Француза да пошаље појачања у облику тенкова из 1. оклопне дивизије и након очајног отпора, недовољно опремљени француски браниоци су прегажени. Организовано је неколико контранапада, укључујући и закаснели напад Борбене команде Б 1. америчке оклопне дивизије, али су све њих лако одбиле Арнимове снаге које су до тада створиле јаке одбрамбене положаје. Након три дана, савезничке снаге биле су присиљене да се повуку и повучене су у унутрашње равнице како би направиле нову одбрамбену линију у малом граду Сбеитла.
У операцији  Frühlingswind  (Пролећни ветар), Арним је 14. фебруара послао четири оклопне борбене групе на подручје Сиди Боу Зид-а, које је бранио 168. пук америчке 34. пешадијске дивизије и борбена команда А из 1. оклопне дивизије. Положај бранилаца био је слаб, са јединицама тако распршеним да нису биле у могућности да се међусобно подржавају. До 15. фебруара, борбена команда А је била озбиљно оштећена, остављајући пешадијске јединице изоловане на врховима брда. Борбена команда Ц је упућена ван путева да ослободи Сиди Боу Зид, али су их одбили са великим губицима. До вечери 15. фебруара три борбене групе Осовине биле су у могућности да крену ка Сбеитли, 32 km према северозападу. Потискујући остатке БК А и БК Ц, бојне групе осовине су се суочиле са борбеном командом Б испред Сбеитле. Уз помоћ ваздушне подршке, БК Б се одржала током дана. Међутим, ваздушна подршка није могла да се одржи и бранитељи Сбеитле су морали да се повуку, а град је напуштен до 17. фебруара.
На југу, у операцији "Morgenluft" (Јутарњи ваздух), борбена група италијанске Прве армије, састављена од остатака Афричког корпуса под командом Карла Буловиуса, напредовала је према Гафси у сумрак 15. фебруара да пронађе град напуштен, део повлачења да би се скратио фронт Савезника, да олакша реорганизацију и повлачење француског 19. корпуса како би се поново опремио. 2. амерички корпус повукао се на линију Дернаја-Касерински пролаз-Сбиба са 19. корпусом на левом боку који је напустио Источни Дорсал како би се ускладио с њима. До поподнева 17. фебруара, Ромелове трупе су окупирале Феријану и Телепте (око 24 km југозападно од Касерина), што је изазвало евакуацију аеродрома Телепте, главне ваздушне базе у јужном сектору британске Прве армије, ујутро 18. фебруара.

### Битка за Касерински пролаз
Након даље дискусије, италијанска Врховна команда је 19. фебруара издала наређење да Ромел нападне кроз пролазе Касерине и Сбиба према Тхали и Ле Кеф-у да угрози крило савезничке Прве армије. Ромелов изворни предлог је био ограничени, али концентрисани напад преко Касерина да се униште снаге 2. корпуса у Тебеси и заробе виталне залихе из америчких складишта тамо. Иако је имао 10. и 21. оклопну дивизију пребачене под своју команду, Ромел је био забринут зато што би нови план развукао његове снаге и изложио њихове бокове опасности.
Дана 19. фебруара 1943. године, Ромел, који је сада добио формално контролу над 10. и 21. оклопном дивизијом, борбеном групом Африка Корпус, као и снагама генерала Месеа на одбранама Марета (преименоване у Прву армију Италије), покренуо је оно што је постало битка за Касерински пролаз. У нади да ће изненадити неискусне браниоце, послао је оклопна кола 3. извиђачког батаљона пуном брзином у пролаз. "Одред Старк", пуковника Александра Старка, бригадна група састављена од америчких и француских јединица, била је одговорна за одбрану пролаза. Није било времена да се правилно организује, али је успео да усмери тешку артиљеријску ватру са околних узвишица, што је довело до заустављања водећих механизованих јединица "Африка Корпуса". Пре него што су могли да наставе, пешадија је морала бити упућена на узвишице у покушају да елиминише артиљеријску претњу. Борбена група под Ханс-Георгом Хилдебрандом, укључујући и тенкове 21. оклопне, напредовала је северно од Сбеитле према пролазу Сбиби. Испред брда источно од Сбиба су их зауставили 1. гардијска бригада и 18. пуковски борбени тим који је имао снажну пољску и противтенковску артиљеријску подршку, а придружили су се и два пешадијска пука из 34. пешадијске дивизије.
До јутра 20. фебруара, огорчена борба прса у прса на брдима изнад Касерина настављена је док су се "Африка Корпус" и један батаљон из 131. оклопне дивизије Кентауро са додатном артиљеријом, припремали за још један напад кроз пролаз, када му се придружила бојна група 10. оклопне дивизије из Сбеитле. Јутарњи напад је споро напредовао, али интензиван притисак током поновљеног напада поподне покренуо је колапс у савезничкој одбрани.
Прошавши кроз Касерински пролаз 20. фебруара поподне, јединице дивизије Кентауро кренуле су западно према Тебеси, готово без отпора. Након њих прошла је борбена група фон Броих из 10. оклопне, која се скренула десно на пут до Тале, гдје их је успорила пуковска оклопна група из 26. оклопне бригаде (Gore Force). Са слабијим тенковима, Gore Force је имао велике губитке, али је купио време за "Nick Force", комбиновани одред из британске 6. оклопне дивизије, која се базирала на 26. оклопној бригади са додатном пешадијом и артиљеријом (што је Андерсон претходног дана упутио из Кесре да подржи одбрану Тале), да припреми одбрамбене позиције даље на друму. У међувремену, Фредендал је послао БК Б из 1. оклопне дивизије да отклони претњу Тебеси.
До 1 поподне 21. фебруара, Бојна група фон Броих је била у борби са 26. оклопном бригадом на путу за Талу и споро је напредовала. Ромел је преузео директну контролу над нападом и савладао одбрану до 16 часова. Међутим, 26. оклопна бригада је могла да се повуче у разумном реду до следеће, последње, одбрамбене линије испред Тале. Борба на овој позицији почела је у 19 часова и наставила се изблиза три сата, а ни једна страна није могла да добије одлучујућу предност. Nick Force је имао тешке губитке и није очекивао да ће моћи да издржи следећег дана. Међутим, током ноћи стигло је још 48 топова из 9. пешадијске дивизије САД, након путовања од 1.300 km из Марока по лошим путевима и лошем времену. Ујутру 22. фебруара, када се Броих припремио за почетак напада, његов фронт је погођен разарајућом артиљеријском ватром. Изненађујуће, Ромел је рекао Броиху да се прегрупише и заузме одбрамбени положај, предајући иницијативу непријатељу.
1. немачка Оклопна борбена група у Сбиби није напредовала. Даље на југ, "Африка Корпус" на путу за Тебесу је 21. фебруара заустављен од стране тенкова и артиљерије БК Б укопане на падинама Џебел Хамре. Покушај да их обиђу током ноћи 21. фебруара, био је скуп неуспех. Још један напад ујутро 23. фебруара поново је одбијен. На туробном састанку 22. фебруара са Кеселрингом, Ромел је тврдио да, суочен са ојачавањем савезничке одбране и вестима да су водећи елементи Осме армије коначно стигли до Меденина, само неколико километара од линије Марет, треба прекинути напад и повући се ради подршке одбрани Марета, надајући се да је напад код Касерина изазвао довољно штете како би спречио било какву офанзивну акцију са запада. Кеселринг је желео да се настави офанзива, али се коначно сложио те вечери и "Врховна команда" формално је прекинула операцију. Снаге Осовине из Касерина стигле су на линију Марет 25. фебруара.

### Последице
Борба је тада накратко престала и обе стране су проучавале резултате недавних битака. Ромел је и даље био убеђен да су америчке снаге биле безопасне, док су му британске и империјалне трупе биле једнаке. Дуго се држао овог мишљења и то се показало веома скупим. Американци су такође проучавали битку и сменили неколико виших командира, док су објавили неколико војних приручника (у облику "научених лекција") за побољшање будућих резултата. Најважније је, 6. марта 1943. команда 2. корпуса САД прешла је са Фредендала на Џорџа Патона, уз Омара Брадлија као помоћника команданта корпуса. Команданти су опоменути да велике јединице треба да буду концентрисане како би се обезбедила маса на бојном пољу, уместо да се распростиру, како их је Фредендал распоредио. Ово је имало предвиђени споредни ефекат побољшања контроле ватре, већ јакој америчкој артиљерији. Блиска ваздушна подршка је такође била слаба (иако су то отежавале углавном лоши временски услови).
На конференцији у Казабланки одлучено је да британски генерал Харолд Александер постане заменик главног заповедника савезничке војске у Француској Сјеверној Африци. Ово је ступило на снагу 20. фебруара, а у исто вријеме, како би боље координисао активности својих двеју армија у Тунису, Ајзенхауер је у савезничком Генералштабу ставио Прву и Осму армију под нови штаб, 18. армијску групу, којом је Александер имао да командује. Убрзо након ступања на нову дужност, Александер јавио Лондону,
...Ја сам искрено шокиран целом ситуацијом, као што сам је нашао ... Права грешка је недостатак руковођења одозго од самог почетка, што је резултирало одсуством мера и одсуством плана.
и био је критичан према Андерсону, иако се касније осећао неправедно. Једном када је добио контролу над читавим фронтом крајем јануара, Андерсонов циљ био је реорганизација фронта у консолидоване националне секторе и стварање резерви за повратак иницијативе, исти приоритети артикулисане у порукама Александра од 20. фебруара. 21. фебруара, Александер је објавио свој циљ да уништи све непријатељске снаге у Тунису, прво напредовањем Осме армије северно од Габеса, док је Прва Армија почела нападе за задржавање резерви које би иначе биле коришћене против Осме армије. Армије би освојиле аеродроме за ваздухопловне снаге Савезника. Координиране копнене, поморске и ваздухопловне снаге савезника би образовале мрежу око снага Осовине у Тунису до 30. априла, како би испуниле рок постављен на конференцији у Казабланци, да би се омогућила инвазија Сицилије током повољног времена у августу.
Конференција у Казабланки се сложила да реорганизује ваздушне снаге на Медитерану како би их више интегрисала; маршал ваздухопловства Сер Артур Тедер је постао командант Средоземног ваздухопловства, одговоран за све ваздухопловне активности на Медитерану, а генерал-мајор Карл Спатс постао је командант Северозападне афричке ваздухопловне групе под Тедером, са одговорношћу за све зрачне операције у Тунису. До 23. фебруара маршал ваздухопловства Сер Артур Конингем наследио је Кутера у савезничкој Команди за ваздушну подршку, која је постала Северозападна афричка тактичка ваздухопловна група под Спатсом, са Пустињском авијацијом (Desert Air Force) за подршку Осме Армије, под њеном оперативном контролом.
Конингем је установио да је ваздухопловна организација у Тунису била иста као у западној пустињи 1941. године, када је први пут преузео команду Пустињске авијације (Desert Air Force). Лекције из пустињског рата нису коришћене у планирању операције Бакља, што је ограничило способност ваздухопловства, која је већ имало мало авиона и залиха, да обезбеди тактичку подршку војсци током Трке за Тунис. Конингем је објединио британске и америчке оперативне команде и обучио их у новим оперативним праксама.
Осовина је такође направила комбиновану команду за своје две армије. Хитлер и немачки главни штаб (ОКХ) веровали су да Арним треба да преузме команду, али Кеселринг се залагао за Ромела. Ромел је именован да командује новом Групом армија Африка 23. фебруара.

## Јужни фронт

### Битка код Меденина
Осма армија се утврђивала испред одбране Марета од 17. фебруара и почела је нападе западно 26. фебруара. Дана 6. марта 1943. године, три немачке оклопне дивизије, две лаке дивизије и девет италијанских дивизија покренуле су Операцију Капри, нападе јужно у правцу Меденина, најсевернијег британског упоришта. Напад Осовине одбијен је масовном артиљеријском ватром; 55 тенкова Осовине је уништено. Због неуспеха операције Капри, Ромел је одлучио да би једини начин да се спасе војска Осовине био да се напусти кампања и 9. марта је отпутовао у Италију на разговоре са "Врховном командом" у Риму. Не нашавши подршку својим идејама, отпутовао је 10. марта да види Хитлера у његовом штабу у Украјини, покушавајући да га убеди да напусти Тунис и врати војску Осовине у Европу. Хитлер је одбио и Ромел је стављен, у строгој тајности, на боловање. Арним је постао командант Групе армија Африка.

### Битка на линији Марет
Монтгомери је у ноћи 19. и 20. марта 1943. године покренуо операцију Пугилист против линије Марет. Елементи 50. пешадијске дивизије пробили су линију и успоставили мостобран западно од Зарата 20. и 21. марта. Одлучни контранапад 15. оклопне дивизије уништио је џеп, и поново успоставио линију до 22. марта. Дана 26. марта, 10. корпус (генерал-потпуковник Брајан Хорокс) је обишао брдо Матмата, заузео Тебага Гап и град Ел Хама на северном крају линије у Операцији Велико Пуњење 2 (Operation Supercharge II), чинећи Маретску линију неодрживом. Наредног дана противтенковски топови немачких и италијанских јединица зауставили су напредак 10. корпуса, како би стекли време за повлачење. У наредних 48 сати браниоци Осовине повукли су се са линије Марет, успостављајући нову одбрамбену позицију од 60 km на северозападу на Вади Акариту код Габеса.

### Габес
Реорганизовани амерички 2. корпус поново је напредовао из пролаза и зашао иза линија Осовине; немачка 10. оклопна дивизија је извела противнапад у бици код Ел Гветара 23. марта. Немачки тенкови, који су пришли водећим јединицама америчких снага, налетели су на минско поље, и америчке артиљеријске и противтенковске јединице отвориле су ватру. Немачка 10. оклопна дивизија изгубила је брзо 30 тенкова и повукла се са минског поља. Други напад у касним поподневним часовима, који је подржавала пешадија, такође је одбијен, а немачка 10. оклопна дивизија се повукла у Габес. Амерички 2. корпус није био у могућности да искористи немачки пораз и сваки напад је заустављен противнападима од стране немачке 10. оклопне дивизије или 21. оклопне дивизије на путу од Габеса; координација ваздухопловних и копнених снага Савезника остала је незадовољавајућа. Осма армија и 2 корпус САД напали су за наредну седмицу, а 28. марта, Осма армија заузела је Ел Хаму, присиљавајући снаге Осовине да напусте Габес и повуку се на север према немачкој Петој оклопној армији. Брда испред америчких снага су напуштена, омогућавајући им да се придруже британским снагама у Габесу касније тог дана. 2. новозеландска дивизија и 1. оклопна дивизија гониле су Немце 225 km северно на одбрамбене положаје у брдима западно од Енфидавила, који су одржани до краја кампање.

## Северни сектор
Дана 26. фебруара, Арним је, погрешно верујући да су Касеринске борбе приморале савезнике да ослабе север с циљем појачавања југа, покренуо "Unternehmen Ochsenkopf" (Операција Воловска Глава) против 5. корпуса, на широком фронту и под командом генерала Вебера. Главне нападе извео је Корпус Вебер који је имао 334. пешадијску дивизију, новопридошле елементе дивизије Херман Геринг и део 10. оклопне дивизије који није био укључен у Unternehmen Frühlingswind (Операција Пролећни Ветар). Веберов одред имао је да напредује у три групе (у облику воловске главе и рогова): централна група западно према Међез ел Бабу; северна група ка југозападу, на путу од Матеура до Беје (која је била око 40 km западно од Међеза), а јужна група западно 40 km јужно од Међеза. Северни бок Веберовог корпуса требало је да заштити дивизија Мантојфел која би напредовала ка западу (Operation Ausladung) и потиснула савезнике са истурених положаја насупрот Грин Хилу и станици Јефна.
Циљ операције Аусладунг је био да преузме контролу над виталним градом Џебел Абиод. Овај напад дивизије Мантојфел постигао је добар напредак на слабо брањеним брежуљцима између Кап Серата и железничког града Сеђенане које су држали Французи. Скупи контранапади 27. фебруара и 2. марта од стране 139. пешадијске бригаде (из 46. пешадијске дивизије), Командоса бр. 1 и помоћне артиљерије одложили су напредовање Осовине. Повлачење француских батаљона у подручју Међеза да се придруже 19. корпусу, оставило је мало отпора немачкој окупацији брегова изнад града, који је остао у опасном "џепу". Због тога су Британци напустили Сеђенане 4. марта, а 139. пешадијска бригада полако је потиснута у наредне три недеље око 24 km према Џебел Абиоду.

### Операција Воловска Глава
Главна офанзива, операција Воловска Глава, довела је до жестоких борби - напад немачке Оклопне групе Ланг у северном сектору задржале су цео дан код Сиди Нсира и Хемпширске фарме мање британске снаге (мали одред артиљерије и батаљон Хемпширског пука), пре него што су савладане. Ово кашњење је било критично и као резултат тога британска војска успела је да припреми заседу код Хунтс Гап-а (подручје између Медјеза и око 24 km сјевероисточно од Беје). У јужном нападу  Оклопни одред  Аудорф је напредовао западно према Међез ел Бабу, али британска импривизована јединица, дивизија Y је успела да одбије јужни напад; нарочито након што су два тенка Черчил уништили целу немачку транспортну колону на месту под називом 'Steamroller' Farm. Последњи напад Лангове већ осакаћене војске је у Хунтс Гапу заустављен од стране 128. пешадијске бригаде 46. пешадијске дивизије са знатном артиљеријом, ваздушном подршком РАФ-а и два ескадрона тенкова Черчил из Северно-ирског коњичког пука.
Борба је трајала до 5. марта и у страшним временским условима операцију је отказао Арним. Неуспех је коштао Осовину тешких губитака у пешадији, као и тенковима, посебно губитак многих тешких тенкова Тигар. Ochsenkopf је била последња већа офанзива немачке 5. оклопне армије. Дана 25. марта, Александер је наредио контранапад на фронту 5. корпуса, а 28. марта, Андерсон је напао са 46. пешадијском дивизијом, са 138. и 128. пешадијском бригадом у резерви, уз подршку 36. пешадијске бригаде, 1. падобранске бригаде и француских јединица, укључујући батаљон специјалне мароканске брдске пешадије, артиљерију две дивизије и армијске резерве. За четири дана успео је да поврати све изгубљене положаје и приведе 850 немачких и италијанских заробљеника. Дана 7. априла, Андерсон је наредио 78. пешадијској дивизији да ослободи пут Беја-Међез. Подржани артиљеријом и авијацијом, методично су напредовали 16 km кроз тешке планинске пределе у наредних десет дана, очистивши фронт ширине 16 km. 4. пешадијска дивизија се придружила борбама, заузимајући положај лево од 78. дивизије и напредујући према Сиди Нсиру.

## Савезничка победа

### Савезнички планови
Џеп у Међезу је био ослобођен и бочни путеви на подручју 5. корпуса су очишћени, тако да је Андерсон могао обратити пуну пажњу на наредбе које је 12. априла добио од Александра за припрему великог напада, заказаног за 22. април, за освајање града Туниса. У овој фази савезнички авиони померени су на аеродроме у Тунису како би спречило снадбевање трупа Осовине у Северној Африци (Operation Flax-Операција Лан) и велики број немачких транспортних авиона срушен је између Сицилије и Туниса. Британски разарачи са Малте спречили су снабдевање, појачање или евакуацију Туниса морским путем (Operation Retribution-Операција Одмазда). Адмирал Канингем, Ајзенхауеров командант Поморских снага, издао је Нелсонове наредбе својим бродовима: "Потапајте, палите, хватајте, уништите. Не пуштајте ништа.", али врло мало бродова Осовине је покушало пролаз. До 18. априла, након напада Осме армије са југа и обилазних (бочних) напада 9. корпуса и француског 19. корпуса, снаге Осовине су биле потиснуте у одбрамбену линију на североисточној обали Туниса, покушавајући да заштите своје линије снабдевања, али са мало наде да ће борба трајати дуго.
Александер је планирао да, док би 2. амерички корпус напао на север према Бизерти, Прва армија би напала према граду Тунису, док би Осма армија напала северно од Енфидавила. Андерсон би координирао акције Прве армије и 2. корпуса САД. Андерсонов план је био да главни напад буде у центру фронта 5. корпуса у Међезу, насупрот главним одбрамбеним положајима Осовине. Међутим, 9. корпус са десне стране би најпре напао североисточно са намером да, брзином кретања, зађе иза положаја Међез и наруши њихове оклопне резерве. 2. амерички корпус би направио двоструки напад: један за заузимање вишег терена на левом крилу 5. корпуса, а други према Бизерти. Француски 19. корпус би сачекао док 9. корпус и Осма армија не привуку отпор на себе, а потом би напредовао према Понт ду Фахс.

### Битка
Савезничке снаге су се реорганизовале и током ноћи 19. и 20. априла, Осма армија је освојила Енфидавиле од италијанске 16. моторизоване дивизије Пистоја, која је неколико пута вршила контранападе у наредна три дана и била је одбијена, а борба у Такроуни се такође одвијала . Северно напредовање Осме армије је "скратило" линију фронта 2. корпуса САД, дозвољавајући корпусу да се повуче и пребаци на северни крај савезничког фронта. Арним је знао да је офанзива савезника била неизбежна, па је покренуо противнапад ноћу, 20. и 21. априла, између Медјеза и Гоубелата на фронту 9. корпуса. Дивизија Херман Геринг, подржана од тенкова из 10. оклопне дивизије, продрла је до 5 mi (8,0 km) (8,0 km) у неким тачкама, али није могла да изазове генерално повлачење Савезника и на крају се вратила на своје линије. Није било озбиљних поремећаја у савезничким плановима, осим што је први напад офанзиве, од стране 9. корпуса, одложен за четири сата од 4:00 ујутро 22. априла.
Ујутро 22. априла, 46. дивизија напала је на фронту 9. корпуса, стварајући пролаз за 6. оклопну дивизију до мрака, након чега је пратила 1. оклопна дивизија, која је ударила на исток у наредна два дана, али не довољно брзо да би спречила стварање снажне противтенковске одбране која је зауставила њихово напредовање. Битка је извлачила оклопне резерве Осовине на југ, далеко од централног фронта. С обзиром на то да није постојао даљи напредак, Андерсон је повукао 6. оклопну дивизију и већину 46. пешадијске дивизије у резерву. Напад 5. корпуса почео је увече 22. априла, а 2. корпус је започео своју офанзиву у раним сатима 23. априла у бици на брду 609, у којој је освојено брдо, што је отворило пут до Бизерте. У одлучној борби прса у прса против дивизије Херман Геринг, 334. пешадијске и 15. оклопне дивизије, требало је 5. корпусу са 1., 4. и 78. пјешадијском дивизијом, уз подршку армијских тенкова и тешке артиљерије, осам дана да би продрли 9,7 km ( 6 ми) и заузели већину одбрамбених позиција Осовине.
Борба је била са обостраним губицима, али у бици код брда Лонгстоп, Лонгстоп је освојен, што је отворило пут за Тунис, а Андерсон је сматрао да је пробој неизбежан. 30. априла, након неуспелог покушаја 169. пешадијске бригаде, из недавно стигле 56. пешадијске дивизије (Лондон), која је управо стигла преко 3.300 миља од Сирије, постало је јасно и Монтгомерију и Александеру да напад Осме армије северно од Енфидавила, у снажно брањен и тежак терен, не би успео. Генерал Александер је Монтгомерију дао задатак да задржава непријатеља, и пребацио британску 7. оклопну дивизију, 4. индијску пешадијску дивизију и 201. гардијску моторну бригаду из Осме армије у Прву армију, да се придруже британској 1. оклопној дивизији која је пребачена пре главне офанзиве.
Премештања су завршена до ноћи 5. маја; Андерсон је договорио концентрацију макета тенкова близу Боу Арада на фронту 9. корпуса, како би скренуо пажњу од доласка 7. оклопне дивизије у сектору Међез и постигао значајну меру изненађења у погледу величине оклопне силе када је напад је почео. Коначни напад је почео у 3: 30 ујутро 6. маја од стране 9 корпуса (командовао генерал-потпуковник Брајан Хорокс који је преузео од генерал-потпуковника Џона Крокера, који је био рањен). 5. корпус, под генерал-потпуковником Чарлсом Алфријем, извршио је прелиминарни напад 5. маја, како би заузео виши терен и обезбедио леви бок 9. корпуса. 4. британска и 4. индијска дивизија, усредсређена на уски фронт и подржана тешком артиљеријом, пробиле су рупу у одбрани за пролаз 6. и 7. оклопне дивизије. 7. маја, британски тенкови су ушли у Тунис, а америчка пешадија из 2. корпуса, који је наставио напредовање на северу, ушао у Бизерту.

### Предаја Осовине
Шест дана након пада Туниса и Бизерте, последњи отпор Осовине у Африци окончан је предајом више од 230.000 ратних заробљеника. Генерал-мајор Лусијан Трускот, командант америчке 3. пешадијске дивизије и генерал-мајор Ернест Н. Хармон, командант 1. оклопне дивизије САД, известили су да је немачки отпор у америчком сектору прекинут 6. маја, а немачке трупе почеле да се масовно предају. Дана 8. маја, 334. дивизија се предала британским снагама између Матеура и Тебурбе. У 10:00 сати, 9. маја, амерички 2. корпус, сада под генерал-мајором Омаром Брадлијем, опколио је генерал-мајора Густав фон Верста и остатке 5. Оклопне армије, која се предала пред подне. Најмање 12.000 Немаца предало се у сектору генерал-мајора Фрица Краусеа (од прве групе од 25.000 заробљеника, мање од 400 су били Италијани). Око 22.000 Немаца у планинском сектору Загхоуан такође су прекинули борбу 11. маја и предали се са својом опремом Слободним Французима.
Британске и империјалне снаге пријавиле су 150.000 заробљеника Осовине приведених у немачком сектору од 5. маја до 12. јуна. Генерал-мајор Гроф Теодор фон Спонек, командант 90. лаке дивизије, безусловно се предао 2. новозеландској дивизији, иако је претио да ће се борити до последњег метка. Месе, командант 1. армије, држао је линију северно од Такроунеа, а 12. маја, позвао је италијанску Врховну команду и обећао да ће се борити; у 7:55 те вечери, након немачког колапса, Мусолини је наредио Месеу да се преда. Следећег дана, 1. армија се и даље држала насупрот Енфидавиле, али је преосталих 80.000 људи било опкољено; РАФ и артиљерија су наставили бомбардовање и око поднева, 1. армија се предала Осмој армији. 

## Последице

### Анализа
Године 1966. британски званични историчар И. С. О. Плаифаир је то написао
Да су савезници могли чвршће да стегну блокаду Осовине одмах након операције Бакља, могли су да дођу до победе кампање у Тунису до краја 1942. године, а победа у Африци у целини могла је бити блиска. Насупрот томе, Осовина је могла дуго да одлаже пораз у мају 1943. године, да су њихове снаге примиле снабдевање које им је потребно.— Playfair
Одлука о јачању Северне Африке била је једна од најгорих Хитлерових грешака: мада је Медитеран био затворен још шест месеци, са негативним утицајем на саобраћајну ситуацију савезничких земаља, али је поставио неке од најбољих немачких трупа у неодбрањиву позицију из које, попут Стаљинграда, није било повлачења. Штавише, Хитлер је натерао "Луфтвафе" да се бори у бици исцрпљивања под неповољним условима и претрпео је губитке које није могао приуштити.— Williamson Murray
Коцкање Осовине је само успорило неизбежност, и пораз САД у Касерину можда је био парадоксално повољан. Са Северном Африком у савезничким рукама, почело је брзо планирање инвазије на Сицилију и Италију. Јозеф Гебелс написао је да је то био сличан пораз као у Стаљинграду; израз "Тунисград" је искован за тај пораз.
Победничка парада одржана је у Тунису 20. маја 1943. године, у којем су дефиловале јединице Прве и Осме армије и одабрани одреди америчких и француских снага, уз војну музику, и поздраве генерала Ајзенхауера, Александера и Жироа.

### Губици
Савезнички губици од 76.020 обухватају губитке које је Прва армија претрпела од 8. новембра 1942. године и Осма армија од 9. фебруара 1943. године. Британски и империјални губици су износили 38.360 људи; 6.233 је убијено, било је 21.528 рањеника и 10.599 несталих. Слободни француски губици износили су 19.439; 2.156 убијених, 10.276 рањеника и 7.007 несталих. Амерички губици су износили 18.221 људи; 2.715 убијених, 8.978 рањеника и 6.528 несталих.849 авиона је уништено; од 22. до 30. новембра 1942. године, РАФ је извео 1.710 летова и изгубио најмање 45 авиона. УСААФ (авијација САД) је извео 180 летова и изгубио најмање 7 авиона. Од 1. до 12. децембра, РАФ је извео 2.225 летова и изгубио најмање 37 авиона. УСААФ је извео 523 летова и изгубио још 17 авиона. Од 13. до 26. децембра РАФ је полетео 1.940 пута уз изгубљених најмање 20 авиона, док је УСААФ извршио 720 летова уз губитак 16 авиона. Од 27. децембра 1942. до 17. јануара 1943. РАФ је извршио 3.160 летова и изгубио 38 авиона, док је УСААФ обавио око 3.200 летова и изгубио 36 авиона. Од 18. јануара до 13. фебруара РАФ је излетио 5.000 летова, изузев оних против пловидбе, због губитка 34 авиона док је УСААФ мало процијенио 6,250 летова за губитак 85 авиона. Током остатка фебруара до 28. марта 156 савезничких авиона је изгубљено. Између 29. марта и 21. априла 203 уништено је савезничка авиона. Од 22. априла до краја кампање изгубљено је 45 бомбардера и 110 ловаца; РАФ је изгубио 12 бомбардера и 47 ловаца, УСААФ је изгубио 32 бомбардера и 63 ловца, док су Французи изгубили 1 бомбардер.
Губици Осовине били су од 290.000 до 362.000 људи; губици су неизвесни, али се процењује да је немачка војска изгубила 8.500 погинулих током кампање, док су Италијани изгубили 3.700 погинулих; рањено је још 40.000-50.000 војника Осовине. У британској званичној историји, Playfair је написао да су савезници привели 238.243 неповређених заробљеника; 101.784 Немаца, 89.442 Италијана и 47.017 осталих. 2004, Аткинсон је написао да је четврт милиона заробљеника разумна процена. Playfair је написао да је ГФ Хове, амерички званични историчар, забележио заробљавање 275.000 војника Осовине, 18. армијска група је дала процену од 244.500 заробљеника (укључујући 157.000 Немаца), да је Ромел проценио да је 130.000 Немаца заробљено, а Арним 100.000 немачких и 200.000 италијанских заробљеника.
"Луфтвафе" је изгубио 2.422+ авиона на медитеранском ратишту од новембра 1942. до маја 1943. године (41% "Луфтвафе")  Најмање 1.045 авиона је уништено; од 22. до 30. новембра 1942. године, "Луфтвафе" је извршио 1,084 летова изгубивши 63 авиона, укључујући и 21 уништен на тлу. Италијанско ваздухопловство забележило је губитак 4 авиона. Од 1. до 12. децембра "Луфтвафе" је извео 1.000 летова и изгубио 37 авиона, укључујући девет на тлу, док су Италијани забележили губитак још десет.Од 13. до 26. децембра, "Луфтвафе" је летео 1.030 пута и изгубио 17 авиона, док су Италијани изгубили три. Од 27. децембра 1942. до 17. јануара 1943. "Луфтвафе" је изгубио 47 авиона; Губици италијанског ваздухопловства су непознати. Од 18. јануара до 13. фебруара, Луфтвафе је изгубио још 100 авиона, али италијански губици нису познати. From 14 February to 28 March, 136 German aeroplanes were lost and the Regia Aeronautica lost 22 more.Од 29. марта до 21. априла, 270 авиона "Луфтвафе" је уништено и изгубљено је 46 "исправних авиона и скоро сва њихова преостала транспортна флота ваздушног саобраћаја". Од 22. априла до краја кампање, Луфтвафе је изгубио 273 авиона; 42 бомбардера, 166 ловаца, 52 транспортних авиона, 13 извиђачких авиона Сторч, и Италијани су забележили губитак 17 авиона; Савезници су заробили 600+ авиона.

### Чланци
- Anderson, Lt.-General Kenneth (1946). „Official despatch by Kenneth Anderson, GOC-in-C First Army covering events in NW Africa, 8 November 1942 – 13 May 1943”. London: London Gazette. ISSN 0374-3721. published in „No. 37779”. The London Gazette (Supplement). 11. 5. 1946. стр. 5449—5464.